# Lanî, Tîvriv
Lanî (în ucraineană Лани) este un sat în comuna Iarîșivka din raionul Tîvriv, regiunea Vinnița, Ucraina.

## Demografie
Componența lingvistică a localității Lanî
     Ucraineană (100%)
Conform recensământului din 2001, toată populația localității Lanî era vorbitoare de ucraineană (100%).